# Ethan (artiest)
Ethan is een dance-act bestaande uit de Franse producers Sandy Wilhelm en Sam Malm.
In 2004 was hun nummer In my heart een grote hit in de clubs en daarom werd het in 2005 uitgebracht op single. Zangeres Cheryl Jay zong het nummer in.
| Single met eventuele hitnotering(en) in de Nederlandse Top 40 | Datum van verschijnen | Datum van binnenkomst | Hoogste positie | Aantal weken | Opmerkingen             |
| ------------------------------------------------------------- | --------------------- | --------------------- | --------------- | ------------ | ----------------------- |
| In my heart                                                   |                       | 2-4-2005              | tip2            |              | Dancesmash op Radio 538 |